# Jukka Lehtonen
Jukka Lehtonen (ur. 22 lutego 1982 w Rantasalmi) – fiński siatkarz, reprezentant kraju, występujący obecnie w drużynie PV Lugano. Wraz ze swoją reprezentacją występował w Lidze Światowej 2007, 2008, 2009, 2010 i 2011 i na mistrzostwach świata 2014 (Finlandia odpadła wówczas w drugiej fazie grupowej).

## Kariera
- 2001–2004  Savonlinnan East Volley
- 2004–2006  Napapiirin Palloketut Rovaniemi
- 2006–2008  Rovaniemen Santasport
- 2008–2009  Iraklis Saloniki
- 2009–2010  Marcegaglia Rawenna
- 2010–2011  GFC Ajaccio VB
- 2011–2012  Altotevere Città di Castello
- 2012–2014  PV Lugano

## Sukcesy klubowe
Puchar Finlandii:
- 2005

Mistrzostwo Finlandii:
- 2007, 2008

Liga Mistrzów:
- 2009

Puchar Szwajcarii:
- 2013

Mistrzostwo Szwajcarii:
- 2013, 2014